# Fractale
Fractale (яп. フラクタル Фуракутару, «Фрактал») — аниме-сериал, созданный компаниями A-1 Pictures и Ordet под руководством режиссёра Ютаки Ямамото, который в случае провала сериала даже обещал покинуть аниме-индустрию. Сюжет произведения был разработан Хироки Адзумой и Мари Окадой и также воплощён в виде манги, первая глава которой с иллюстрациями Муцуми Акасаки вышла в онлайн-журнале Gangan 30 сентября 2010 года.
Показ сериала прошёл в январе-марте 2011 года на телеканале Fuji TV в программном блоке noitaminA. Открывающую «Harinezumi» (яп. ハリネズミ Харинэдзуми, «Ёж») и закрывающую «Down By The Salley Gardens» музыкальные композиции аниме исполнила Хитоми Адзума. В телевизионном рейтинге аниме-сериалов, впервые выпущенных зимой 2011 года, Fractale поделил пятое место с другим сериалом блока noitaminA — Wandering Son: максимальная аудитория каждого из них составила 2,1 % от общего числа зрителей, средняя — 1,7 %. При этом было зафиксировано, что именно при трансляции этих сериалов блок имел самые низкие рейтинги за последние годы. Продюсер проекта Кодзи Ямамото взял на себя ответственность за низкие рейтинги, при этом заявив, что они не связаны с качеством двух работ.

## Сюжет
Действие сюжета разворачивается во Фрактале, мире, где первоочередное место занимают высокие технологии, и где у почти всех людей есть «дубли», механизмы, выполняющие за них всю работу. Управление этой системой осуществляется служителями Храма. Дочь главной служительницы, Фрина, сбегает, дабы помочь недовольным Фракталом людям разрушить его.
Главный герой аниме, светловолосый Клейн, знакомится сначала c Фриной, а затем и Нэссой, двумя ключами, способными перезагрузить готовый разрушиться Фрактал. Вскоре он знакомится с людьми из группировки Потерянное Тысячелетие, выступающей за разрушение Фрактала.

## Персонажи

### Основные
- Клейн (яп. クレイン Курэйн)

Сэйю — Ю Кобаяси
Четырнадцатилетний главный персонаж истории. Интересуется различными старинными (по меркам его времени) вещами. В начале истории проживает в доме вместе с голографическими дублями своих родителей, хотя и может попросить их «покинуть» дом на некоторое время. Часто краснеет в общении с девушками, также часто попадает в неловкие ситуации, из-за чего окружающие считают его извращенцем.
- Фрин (яп. フリュネ Фурюнэ)

Сэйю — Минами Цуда
Жрица системы Фрактала; физическая половина ключа к перезагрузке Фрактала. О её происхождении мало известно, кроме того, что являлась одним из многих (№ 152589) клонов самой первой Фрины. Подвергалась сексуальному насилию со стороны Баррота. В начале серии она убегает из Храма, чтобы не дать обновиться циклу Фрактала.
- Нэсса (яп. ネッサ)

Сэйю — Кана Ханадзава
Рыжеволосая весёлая и энергичная девушка, внезапно появляющаяся из броши Фрин. Она много улыбается и любит всё исследовать, из-за чего может попасть в беду. Нэсса — вторая духовная половина ключа, способного перезапустить Фрактал.

### Второстепенные
- Сунда Границ (яп. スンダ・グラニッツ Сунда Гуранитцу)

Сэйю — Синтаро Асанума
Лидер отделения деревни Границ группы Потерянное Тысячелетие, выступающей за разрушение Фрактала. Поначалу обращается резко к Клейну, однако постепенно его отношение к нему становится мягче. Во время финальной битвы помогает Клейну отыскать Фрину.
- Энри Границ (яп. エンリ・グラニッツ Энри Гуранитцу)

Сэйю — Юка Игути
Младшая сестра Сунды, светловолосая девушка с большим количество веснушек. Поддерживает своего брата во всех начинаниях. Часто появлялась в сопровождении двух помощников — Таками (яп. タカミー Таками:) и Бутчера (яп. ブッチャー Буття:, от англ. Butcher — мясник), однако последний погиб в битве с силами Храма. В конце сериала Энри становится лидером отделения Границ и помогает учить «человеческой» жизни тех, кто ранее жил в зависимости от Фрактала.
- Диас

Сэйю — Томоаки Маэно
Лидер отделения Алабастер группы Потерянное Тысячелетие. Он холоден и жесток: не подчинившихся его приказам готов расстреливать. Группа Диаса присоединяется к миссии по вызволению Клейна и Фрины из Храма, однако использует все возможности, чтобы уничтожить этот объект: во время финальной битвы войска Диаса (и он сам) принесли себя в жертву, взорвав вместе с собой служителей Храма и опоры самого здания.
- Моэран

Сэйю — Суми Симамото
Высшая служительница Храма, клон Фрины. Хотя она является главой Храма, однако ненавидит Фрину, считая ту более «любимой», в порыве ревности она даже пыталась её задушить.
- Баррот

Сэйю — Мицуру Миямото
Священник, отвечающий за создание полноценного ключа, способного перезапустить Фрактал.

## Список серий
| 1 | Encounter (Неожиданная встреча) «Deai» (出会い)                                                   | 13 января 2011 года  |
| Клейн становится свидетелем того, как за молодой девушкой Фрин гонится воздушный корабль, который, потеряв её из виду в скалах, вскоре улетает. Клейн находит девушку, знакомится с ней и приглашает в свой дом. Однако ночью, когда юноша засыпает, она уходит, оставив ему только брошь. Когда юноша декодирует брошь на ноутбуке, из броши появляется Нэсса. |                                                                                                   |                      |
| 2 | Nessa (Нэсса) «Nessa» (ネッサ)                                                                    | 20 января 2011 года  |
| Клейн отправляется с Нэссой в ближайший город, где обращается в полицию, чтобы те вернули её Фрин. Однако вечером Нэсса возвращается обратно к Клейну; вдвоём они попадают в ловушку, устроенную Энри, ранее гнавшейся за Фрин на небольшом летательном корабле. |                                                                                                   |                      |
| 3 | Granitz Village (Деревня Границ) «Guranittsu no Mura» (グラニッツの村)                            | 27 января 2011 года  |
| Энри доставляет Клейна и Нэссу к своему брату Сунде в деревню Границ, жители которой почти полностью отказались от использования технологий Фрактала. Часть жителей Граница, входящих в отряд движения «Потерянное Тысячелетие», выступающего за разрушение Фрактала, во главе с Сундой, нападают служители Храма во время «Праздника Звёзд». Клейн узнаёт, что во время праздника Фрактал на самом деле частично стирает память людей, чтобы те не думали «о плохих мыслях». В разгаре кровавой бойни со служителями Храма, в результате которой погибают и мирные жители и жители Граница, появляется Фрин. |                                                                                                   |                      |
| 4 | Departure (Отступление) «Shuppatsu» (出発)                                                        | 3 февраля 2011 года  |
| Бойцы Граница захватывают Фрин. В результате ответной операции служители Храма терпят поражение. Клейн и Фрин вместе с группой Сунды покидают Границ на корабле-дирижабле. |                                                                                                   |                      |
| 5 | Journey (Путешествие) «Tabiji» (旅路)                                                             | 17 февраля 2011 года |
| Капризная Нэсса, ревнующая Клейна к Фрин, выводит охладительные системы корабля из строя. Все, кто летят на корабле-дирижабле вынуждены разыскивать её. В форме игры в итоге это удаётся самой Фрин. Нэсса перестаёт совершать шалости. |                                                                                                   |                      |
| 6 | The Farthest Town «Saihate no Machi» (最果ての町)                                                 | 25 февраля 2011 года |
| Корабль-дирижабль приземляется для осуществления ремонта. Клейн знакомится с мужчиной, увлекающимся фотографированием с использованием устаревшей (по меркам мира Fractale) техникой. Клейн вместе с Фриной становится свидетелем как группировка борцов против Фрактала во главе с Диасом под видом полезной для здоровья вакцины лишили беженцев, людей, покинутых Фракталом, их терминалов, с помощью которых осуществлялось взаимодействие людей с Фракталом. Объявив людям, что больше им некуда идти, Диас потребовал, чтобы они присоединились к его группе. Отказавшийся вступать в группировку был убит при попытке к бегству. На прощанье фотограф дарит мальчику свой фотоаппарат. |                                                                                                   |                      |
| 7 | City of Pride / Veneer Town (Город Расцвета / Приукрашенный город) «Kyoshoku no Machi» (虚飾の街) | 3 марта 2011 года    |
| Клейн и Нэсса в поисках пресной воды отправляются на разведку, но сначала Нэссе становится плохо, а затем они терпят крушение. Они оказываются в городе Ксанаду, в котором Фрактал работает на полную мощность, создавая уникальный виртуальный город. Обнаружившие Клейна и Нэссу сообщают об этом в Храм. Они пытаются сбежать, но их останавливает один из дублей. Нэсса уничтожает виртуальную реальность. Клейн получает тяжёлое ранение. В это время их находят Фрин и Энри. Неожиданно появляется корабль Храма. |                                                                                                   |                      |
| 8 | Secret of the Underground (Секрет под землёй) «Chika no Himitsu» (地下の秘密)                     | 10 марта 2011 года   |
| Баррот забрал с собой Клейна и Фрину. Сунда пытается уговорить лидеров других групп «Потерянного Тысячелетия» напасть на базу Баррота, но терпит поражение, так как не стал открывать им правду о Фрин. Диас, догадавшись, что Сунда что-то скрывает, вызывается помочь. На базе Баррота Клейн обнаруживает клонов Нэссы, которые являются Фринами. Тем временем на базу является сама Нэсса чтобы спасти Клейна. Диас, не послушав Сунду, который хотел отправить вперёд группу для спасения Клейна и Фрин, уничтожает базу. |                                                                                                   |                      |
| 9 | No Way Out (Нет пути назад) «Oitsumerarete» (追いつめられて)                                      | 17 марта 2011 года   |
| Клейну и Фрин удаётся спрятаться в убежище. Затем их находит Энри. Система Фрактала продолжает постепенно разрушаться. Настоятельница Храма решает уничтожить «Последнее Тысячелетие». Болезнь Нэссы никак не проходит. Фрин рассказывает Клейну правду о себе и Нэсси. Нэсси дух Бога, а Фрин тело в которое вселится дух. Если дух и тело объединятся, то появится Ключ, который сможет перезагрузить Фрактал, погибающий от энтропии. Армия Храма атаковала деревни Сопротивления. Совет движения после споров решает атаковать Храм. Сунда приказывает Клейну остаться в деревне и защитить Фрин и Нэссу. Однако, Фрин ночью отправляется в Храм с надеждой уговорить Настоятельницу остановить атаки. Клейн вместе с Нэссой отправляется за ней. Корабли Сопротивления начинают штурм Храма. |                                                                                                   |                      |
| 10 | To the Monastery (В Храм) «Sōin e» (僧院へ)                                                       | 24 марта 2011 года   |
| «Потерянное Тысячелетие» штурмует Храм. Фрин безуспешно пытается убедить Настоятельницу прекратить войну и оставить в покое Нэссу. Тем временем Сопротивление проникает в Храм. Клейн и Сунда встречают в Храме Нэссу, Энри и Диаса. Выясняется, что Диас, сохранивший терминал для связи с Фракталом, намерен уничтожить Ключ. Клейн и Нэсса находят Фрин, но неожиданно появляется Баррот. |                                                                                                   |                      |
| 11 | Paradise (Рай) «Rakuen» (楽園)                                                                    | 31 марта 2011 года   |
| Баррот рассказывает Клейну о том как был создан Ключ, способный перезагрузить Фрактал. Много веков прошло, прежде чем Барроту удалось создать Ключ. После того как Баррот, рассказав о том как насиловал Фрину, стал издеваться над Клейном, девушка ударила его ножом и убежала. Нэсса бежит за ней. Клейн никак не может прийти в себя после признания Баррота. Люди Диаса, брошенные союзниками, жертвуют собой, чтобы взорвать Храм. Сунда и Клейн ищут Фрин и Нэссу. Фрин решает перезагрузить Фрактал. Церемония начинается. Внезапно появившийся Диас взрывает себя вместе с Настоятельницей. Раненый Сунда отправляет Клейна, Фрин и Нэссу в святилище, а сам вступает в бой. Энри. выполняя приказ брата, уводит корабль от разрушающегося Храма. Клейн признаётся Фрин в любви. Фрактал перезагружается. Последние минуты сериала показывают мир спустя год после последней, так как Храм окончательно уничтожен, перезагрузки Фрактала: люди, ранее зависимые от него, обучаются жизни без него. После перезагрузки личности Фрины и Нэссы объединились, теперь девушка имеет внешность Фрины, но чувства и голос Нэссы. Проспав целый год, Фрин/Нэсса внезапно пробуждается и признаётся Клейну, что любит его с самой первой встречи. |                                                                                                   |                      |